# Beertje Paddington (1989-1990)
Beertje Paddington was een Amerikaanse/Britse geanimeerde tv-serie. Het was de tweede televisie aanpassing van de tekenfilmserie voor kinderen en gemaakt door Hanna-Barbera in samenwerking met Central Independent Television. Het was gebaseerd op het boek en personage Beertje Paddington van Michael Bond. Het karakter was een Amerikaanse jongen genaamd David, Jonathan en Judy Browns neef die in Londen aankwam op dezelfde dag als Paddington. Er werden 13 afleveringen uitgezonden.

## Verhaal
Paddington is geboren in Peru en groeide op bij zijn tante Lucy. Zij leerde hem ook Engels, omdat ze er zeker van was dat hij ooit naar Groot-Brittannië zou gaan. Zijn oom Pastuzo had een café, hoog in de bergen van Peru. Van oom Pastuzo is na een aardbeving niets meer vernomen. Het enige dat hij achterliet was zijn favoriete rode hoed en zijn koffertje met geheime ruimte.
Toen tante Lucy verhuisde naar het tehuis voor gepensioneerde beren in Lima, zette zij haar neef als verstekeling op de SS Karenia. Hij moest zich op de boot verstoppen om ontdekking te voorkomen, met niemand in de buurt om hem te helpen als het fout ging. Paddington wilde helemaal van Lima naar Londen. Het enige dat hij bij zich had waren vijf potten marmelade. Het was gelukkig wel het lekkerste dat Paddington kende. Toen hij uiteindelijk aankwam in Southampton nam hij de trein naar Londen, waar hij urenlang op station London Paddington zat. Aan zijn jas zat een kaartje met de tekst Please look after this bear. Thank you (Wilt u alstublieft op deze beer passen? Dank u). Uiteindelijk werd hij gevonden door de Browns, die hem meenamen naar huis. Beertje Paddington is genoemd naar het station waar hij gevonden werd.

## Afleveringen
| Aflevering | Nederlandse titel | Originele titel                   |
| ---------- | ----------------- | --------------------------------- |
| 1          |                   | Please look after this bear       |
| 2          |                   | Calling Dr. Paddington            |
| 3          |                   | Curtain Call for Paddington       |
| 4          |                   | Paddington's Sticky Situation     |
| 5          |                   | Bear-Hugged                       |
| 6          |                   | Paddington Meets the Queen        |
| 7          |                   | The Ghost of Christmas Paddington |
| 8          |                   | Paddington For Prime Minister     |
| 9          |                   | Goings on at Number 32            |
| 10         |                   | Fishing for Paddington            |
| 11         |                   | Ride 'Em Paddington               |
| 12         |                   | Expedition Paddington             |
| 13         |                   | The Picture of Paddington Brown   |